# Peščenik (Sokolovac)
Peščenik falu Horvátországban Kapronca-Kőrös megyében. Közigazgatásilag Sokolovachoz tartozik.

## Fekvése
Kaproncától 11 km-re délnyugatra, községközpontjától 7 km-re délkeletre a  Bilo-hegység nyugati részén fekszik.

## Története
A falunak 1857-ben 138, 1910-ben 221 lakosa volt. Trianonig Belovár-Kőrös vármegye Kaproncai járásához tartozott. 2001-ben a falunak 99 lakosa volt.

## Külső hivatkozások
Sokolovac község hivatalos oldala